# LOSER (BIGBANGの曲)
「LOSER」（ルーザー）は、BIGBANGの楽曲。
韓国語版は「BAE BAE」とともに2015年5月1日発売の韓国4thシングル「MADE SERIES：M」に初収録された。
日本語版は2016年2月3日発売の日本暫定版5thアルバム「MADE SERIES」に初収録され、2017年2月15日発売の日本完全版5thアルバム「MADE」にも収録された。
日本での表記は日本語版が「LOSER -JP Ver.-」、韓国語版が「LOSER」。

## 概要
BIGBANGの3年振りカムバックプロジェクト「MADE」が2015年4月より始動。その一環として5月から毎月、新曲2曲ずつを収録したシングル「M」「A」「D」「E」を発売。その第一弾として、2015年5月1日に発売されたシングル「MADE SERIES : M」に「BAE BAE」とともに収録されたのが本曲である。
日本では、2016年2月3日発売の暫定版5thアルバム「MADE SERIES」に、本曲の韓国語版と日本語版が収録された。この日本語詞はSUNNY BOYによって手掛けられた。

## 反応
2015年5月1日にYouTubeにMVがアップされ、2025年2月現在で再生回数が2億7,000万回を超えている。これはBIGBANGのミュージック・ビデオとしては、「FANTASTIC BABY」「BANG BANG BANG」らに続く数字であり、グループの代表曲となっている。

## 収録アルバム
| 曲名  | 収録アルバム | 備考                                   |
| ----- | ------------ | -------------------------------------- |
| LOSER | MADE SERIES  | BIGBANGの日本5thフルアルバム（暫定版） |
| LOSER | MADE         | BIGBANGの日本5thフルアルバム（完全版） |

| 曲名            | 収録アルバム      | 備考                                   |
| --------------- | ----------------- | -------------------------------------- |
| LOSER -KR Ver.- | MADE SERIES       | BIGBANGの日本5thフルアルバム（暫定版） |
| LOSER -KR Ver.- | MADE              | BIGBANGの日本5thフルアルバム（完全版） |
| LOSER -KR Ver.- | MADE -KR EDITION- | BIGBANGの韓国3rdフルアルバム           |